# 兹拉坦·阿洛梅羅維奇
兹拉坦·阿洛梅羅維奇（德語：Zlatan Alomerović；1991年6月15日—）是一位塞爾維亞出生的德國足球運動員，在場上的位置是守門員。他現在效力於德國足球甲級聯賽球隊多特蒙德足球俱樂部。